# 10213 Koukolík
(10213) Koukolík, denumire internațională (10213) Koukolik, este un asteroid din centura principală de asteroizi.

## Descriere
10213 Koukolík este un asteroid din centura principală de asteroizi. A fost descoperit pe 10 septembrie 1997 la Observatorul Kleť de Miloš Tichý și Zdeněk Moravec
. Asteroidul prezintă o orbită caracterizată de o semiaxă mare de 2,43 ua, o excentricitate de 0,26 și o înclinație de 7,2° în raport cu ecliptica.